# Mackenzie King Island
Mackenzie King Island liegt im Westen des Kanadisch-Arktischen Archipels und gehört zu den Königin-Elisabeth-Inseln. Der größte, westliche Teil gehört zu den Nordwest-Territorien, nur ein kleiner, östlicher Teil gehört zum kanadischen Territorium Nunavut.

## Lage
Die Insel ist 5.081,1 km² groß und wurde im Juni 1915 vom Polarforscher Vilhjálmur Stefánsson während der Kanadischen Arktisexpedition 1913–1918 entdeckt, der sie zunächst für einen Teil der benachbarten Borden-Insel hielt, von der sie allerdings durch die Wilkins Strait getrennt ist. Durch die Royal Canadian Air Force wurde der Irrtum 1947 beim Überfliegen entdeckt, und zwei Jahre später wurde die Insel nach dem kanadischen Premierminister William Lyon Mackenzie King benannt.
Die Insel ist flach mit einer maximalen Höhe von 125 m.